# Þerney
Þerney är en ö i republiken Island. Den ligger i regionen Höfuðborgarsvæði, i den sydvästra delen av landet, 8 km nordost om huvudstaden Reykjavík. Arean är 0,54 kvadratkilometer.
På Þerney finns betesmark för djur från Reykjavíks djurpark, särskilt får och getter, som får komma ut på ön på sommaren. På Þerney finns också gamla åkrar med ålderdomliga gräsarter. Kummin finns också på Þerney.  Mer än 100 växtarter har hittats på Þerney, och växtligheten där är den mest varierande av det som finns på de fyra öarna. Fiskmåsar häckar på ön och det finns också ejder. Ön har det största antalet häckande ejdrar av alla öarna i Kollafjörður.